# Birthe Nielsen
Birthe Nielsen (verheiratete Ejstrup; * 24. Oktober 1926 in Kopenhagen; † 4. Dezember 2010 in Himmelev, Himmelev Sogn) war eine dänische Sprinterin.
Bei den Olympischen Spielen 1948 in London erreichte sie über 100 m das Halbfinale und wurde Fünfte in der 4-mal-100-Meter-Staffel.
1947 und 1948 wurde sie Dänische Meisterin über 200 m und 1947 über 100 m.
Ihre Tochter Grith Ejstrup war als Hochspringerin erfolgreich.

## Persönliche Bestzeiten
- 100 m: 12,1 s, 13. Juni 1948, Kopenhagen
- 200 m: 25,3 s, 21. Juni 1948, Gentofte